# Nick Simmons
Nicholas Adam Tweed-Simmons, född 22 januari 1989 i Los Angeles, Kalifornien, är en amerikansk skribent, musiker och TV-profil. Han är son till Kiss-basisten Gene Simmons och Shannon Tweed samt äldre bror till Sophie Simmons. Tillsammans med sin familj har han bland annat synts i deras realityserie Gene Simmons familjejuveler mellan 2006 och 2012.